# BMW M51
Der BMW M51 ist ein Reihensechszylinder-Dieselmotor des Automobilherstellers BMW. Der Wirbelkammermotor mit Verteilereinspritzpumpe wurde von 1991 bis 2000 in Serie produziert, die Vorserienproduktion startete bereits am 2. April 1990 im BMW-Werk in Steyr. Der Vorgänger ist der M21, der Nachfolger ist der seit 1998 produzierte M57, ein Common-Rail-Diesel mit Direkteinspritzung.

## Technik
Der M51 ist ein wassergekühlter turboaufgeladener Reihensechszylinder-Dieselmotor mit Bosch VP20-Wirbelkammereinspritzung. Einige Motorenvarianten haben zusätzlich zum Turbolader einen Ladeluftkühler, diese Motoren sind in BMW-Fahrzeugen am Schriftzug tds zu erkennen. Der M51 hat einen aus Grauguss hergestellten Motorblock und eine kettengetriebene obenliegende Nockenwelle, die zwei Ventile pro Zylinder betätigt. Anders als sein Vorgänger hat der M51 einen hydraulischen Ventilspielausgleich mit Hydrostößeln. Bei allen Motoren betragen Bohrung und Hub 80 × 82,8 mm, das ergibt einen Hubraum von 2497 cm³, BMW gibt jedoch in Betriebsanleitungen auch 2498 cm³ an. Die Verdichtung des Motors beträgt 22:1. Die Kraftstoffeinspritzung wird vom Motorsteuergerät Bosch DDE 2.1 gesteuert.
Das Triebwerk kam auch im Opel Omega zum Einsatz und löste den Vierzylinder-Turbodieselmotor mit 2,3 l Hubraum ab. Opel hob die hohe Laufkultur, die hohen Drehmomente bei niedrigen Drehzahlen und den gleichzeitig niedrigen Kraftstoffverbrauch hervor. In dieser Ausführung wies der Dieselmotor Abgasturboaufladung mit Ladeluftkühlung auf sowie elektronisch gesteuerte Einspritzung, Abgasrückführung (Rückführrate bis zu 35 % des Gesamtvolumenstroms) und einen auf diesen Motor abgestimmten Oxidationskatalysator mit 1,8 l Volumen. Der maximale Ladedruck des Abgasturboladers betrug 1 bar. Mit 38,5 kW je Liter Hubraum wurde eine bemerkenswerte Leistungsdichte erreicht. Die Ladeluftkühlung bewirkte über die Reduzierung der Stickoxidemissionen hinaus eine thermische Entlastung des Triebwerks. Der letzte BMW M51 für den Opel Omega wurde am 27. November 2000 produziert.
Mit Einführung der Dieselmotorisierung in der 7er-Baureihe (BMW 725tds) im April 1996 gab es eine überarbeitete Version des M51D25 OL, den M51D25TÜ OL (TÜ = Technische Überarbeitung). Das höchste Drehmoment von 280 Nm erreicht dieses Triebwerk bei einer Drehzahl von 2200 min−1. Die Steigerung des maximalen Drehmoments um 20 Nm konnte durch eine Reihe von Detailverbesserungen erreicht werden: Einspritzung und Gemischbildung wurden neu abgestimmt sowie der Abgasturbolader thermodynamisch weiterentwickelt. Zudem wird die dem Motor zugeführte Luftmasse nicht mehr wie bisher über Ladedruck und Ladelufttemperatur ermittelt, sondern direkt über einen Heißfilm-Luftmassenmesser. Die Digitale Diesel Electronic (DDE) wird nun über CAN-Bus vernetzt.
Zur Schmierung des Motors wird Öl unter anderem mit der Viskosität SAE 5W-40 empfohlen.

## Daten
| Motor       | Hubraum          | Bohrung × Hub   | Leistung bei min−1       | Drehmoment bei min−1 | Bauzeit   |
| ----------- | ---------------- | --------------- | ------------------------ | -------------------- | --------- |
| M51D25 UL   | 2,5 l (2497 cm³) | 80 mm × 82,8 mm | 85 kW (115 PS) bei 4800  | 222 Nm bei 1900      | 1991–1997 |
| M51D25 OL   | 2,5 l (2497 cm³) | 80 mm × 82,8 mm | 105 kW (143 PS) bei 4800 | 260 Nm bei 2200      | 1991–1996 |
| 25 DT A     | 2,5 l (2497 cm³) | 80 mm × 82,8 mm | 96 kW (131 PS) bei 4500  | 250 Nm bei 2200      | 1994–2000 |
| M51D25TÜ UL | 2,5 l (2497 cm³) | 80 mm × 82,8 mm | 85 kW (115 PS) bei 4800  | 230 Nm bei 1900      | 1996–1998 |
| M51D25TÜ OL | 2,5 l (2497 cm³) | 80 mm × 82,8 mm | 105 kW (143 PS) bei 4800 | 280 Nm bei 2200      | 1996–1998 |
| M51D25TÜ OL | 2,5 l (2497 cm³) | 80 mm × 82,8 mm | 105 kW (143 PS) bei 4600 | 280 Nm bei 2200      | 1998–2000 |
| M51D25M1 B  | 2,5 l (2497 cm³) | 80 mm × 82,8 mm | 100 kW (136 PS) bei 4400 | 270 Nm bei 2300      | 1994–2001 |

UL und OL stehen für untere und obere Leistungsstufe. 

## Einsatz
M51D25 UL
- 2,5 l (2497 cm³), 85 kW, 222 Nm
  - 1991–1996 BMW E36 325td
  - 1992–1996 BMW E34 525td

M51D25 OL
- 2,5 l (2497 cm³), 105 kW, 260 Nm
  - 1993–1996 BMW E36 325tds
  - 1991–1996 BMW E34 525tds

M51D25TÜ UL
- 2,5 l (2497 cm³), 85 kW, 230 Nm
  - 1996–1998 BMW E36 325td

M51D25TÜ OL
- 2,5 l (2497 cm³), 105 kW, 280 Nm
  - 1996–1998 BMW E36 325tds
  - 1996–2000 BMW E39 525tds
  - 1996–1998 BMW E38 725tds

25 DT
- 2,5 l (2497 cm³), 96 kW, 250 Nm
  - 1994–2001 Opel Omega B 2.5TD[6]

M51D25M1
- 2,5 l (2497 cm³), 100 kW, 270 Nm
  - 06/1994–2001 Range Rover DSE 2.5 P38 LP2